# フランク・シュー
フランク・シュー（Frank H. Shu, 徐遐生, 1943年6月2日 - 2023年4月22日）は、アメリカ合衆国の天文学者・天体物理学者。カリフォルニア大学バークレー校とカリフォルニア大学サンディエゴ校で天文学の教授を務めている。また、中央研究院の院士（フェロー）である。

## 生い立ち
フランク・シューは、雲南省昆明市に生まれ、6歳の時、アメリカ合衆国に移民した。父親の徐賢修(Shu Shien-Siu)は数学者であり、1970年から1975年にかけて国立清華大学の学長を務めた。 フランクはマサチューセッツ工科大学の物理学課程を1963年に卒業した。在学中、フランクはChia-Chiao Linとともに銀河の渦巻腕に関する理論（密度波理論）を構築した。その後彼は1968年にハーバード大学において天文学の学位を取得した。

### 研究歴
1984年から1988年にかけて、カリフォルニア大学バークレー校の天文学科長を務めた。また同校に加えてニューヨーク州立大学ストーニーブルック校でも教員職を務めている。2002年2月から2006年2月には国立清華大学の学長を務めた。さらに2006年にはカリフォルニア大学サンディエゴ校に特別教授として招かれ、国際的にも顕著な優れた能力を持つ教員にカリフォルニア大学システムから与えられる「ユニバーシティ・プロフェッサー」の称号を与えられた。またカリフォルニア大学バークレー校の名誉教授でもある。
1994年から1996年まで、アメリカ天文学会の会長を務めた。

## 研究
フランク・シューは、隕石の起源、誕生直後の星の進化（恒星進化論）、渦巻銀河の構造など、天文学の幅広い分野における理論的研究の先駆者として知られる。彼の論文のうち最も引用数が多いものは、巨大な分子雲の重力崩壊によって星が形成されるメカニズムを議論した1977年の論文である、 "Inside-out model"あるいは"Singular isothermal sphere"モデルとして知られるこの理論は、その後の恒星や惑星の形成に関する研究の礎となった。このモデルでは、等温で半径の2乗に反比例する密度構造を持つガス球が中心部から重力崩壊する。このモデルでは半径ゼロの点(中心)で密度が無限大に発散してしまうため物理的にはあり得ないものであるが、それ以外の点では物理的振る舞いをよく表現している。フランクはまた、非常に若い星の周囲の原始惑星系円盤の構造や、そうした星から噴き出すジェットや恒星風、隕石に含まれるコンドリュールの形成メカニズムについても理論的研究を行った。

## 受賞歴
- 1977年 - ヘレン・B・ワーナー賞
- 1996年 - ブラウワー賞
- 2000年 - ハイネマン賞天体物理学部門[4]
- 2008年 - ハーバード大学アーツ・アンド・サイエンシズ大学院Centennial Medal
- 2009年 - ショウ賞[5]
- 2009年 - ブルース・メダル
- 2023年 - ヘンリー・ノリス・ラッセル講師職

## 学術アカデミー会員
- 1987年 - 米国科学アカデミー会員
- 1990年 - 中央研究院(台湾)院士
- 1992年 - アメリカ芸術科学アカデミー会員
- 1996年 - オランダ・ライデン大学 オールト教授
- 2003年 - アメリカ哲学協会会員

## 著作
フランク・シューは、いくつかの書籍を執筆している。Physical Universe: An Introduction to Astronomy (University Science Books, 1982)は世界中の大学で天体物理学の標準的な教科書として使われている。またThe Physics of Astrophysics Vol. I: Radiation (University Science Books, 1991) とThe Physics of Astrophysics Vol. II: Gas Dynamics (University Science Books, 1992)は、大学院生向けの天体物理学の教科書である。